# Korgun
Korgun là một huyện thuộc tỉnh Çankırı, Thổ Nhĩ Kỳ. Huyện có diện tích 557 km² và dân số thời điểm năm 2007 là 3613 người, mật độ 6 người/km².